# アレクサンドル・ルマ
アレクサンドル・ルマ（Alexandre Roumat、1997年6月27日 - ）は、スタッド・トゥールーザンに所属しているフランス出身のラグビーユニオン選手。

## 経歴
フランスのダクス生まれ。父親は、ワールドカップ1991にフランス代表で出場したオリヴィエ・ルマ。
2015年、ビアリッツ・オランピックのシニアチームでプロデビューした。
2017年、ユニオン・ボルドー・ベグルに入団。
2022年6月1日、スタッド・トゥールーザンと2025年までの3シーズン契約を結んだ。
2022年11月、フレンチ・バーバリアンズに選抜され、フィジーと対戦した。
2024年、シックス・ネイションズのフランス代表チームに欠員ができ、追加招集された。2月10日のスコットランド戦でリザーブ出場し、初キャップを得た。